# Mudéjar

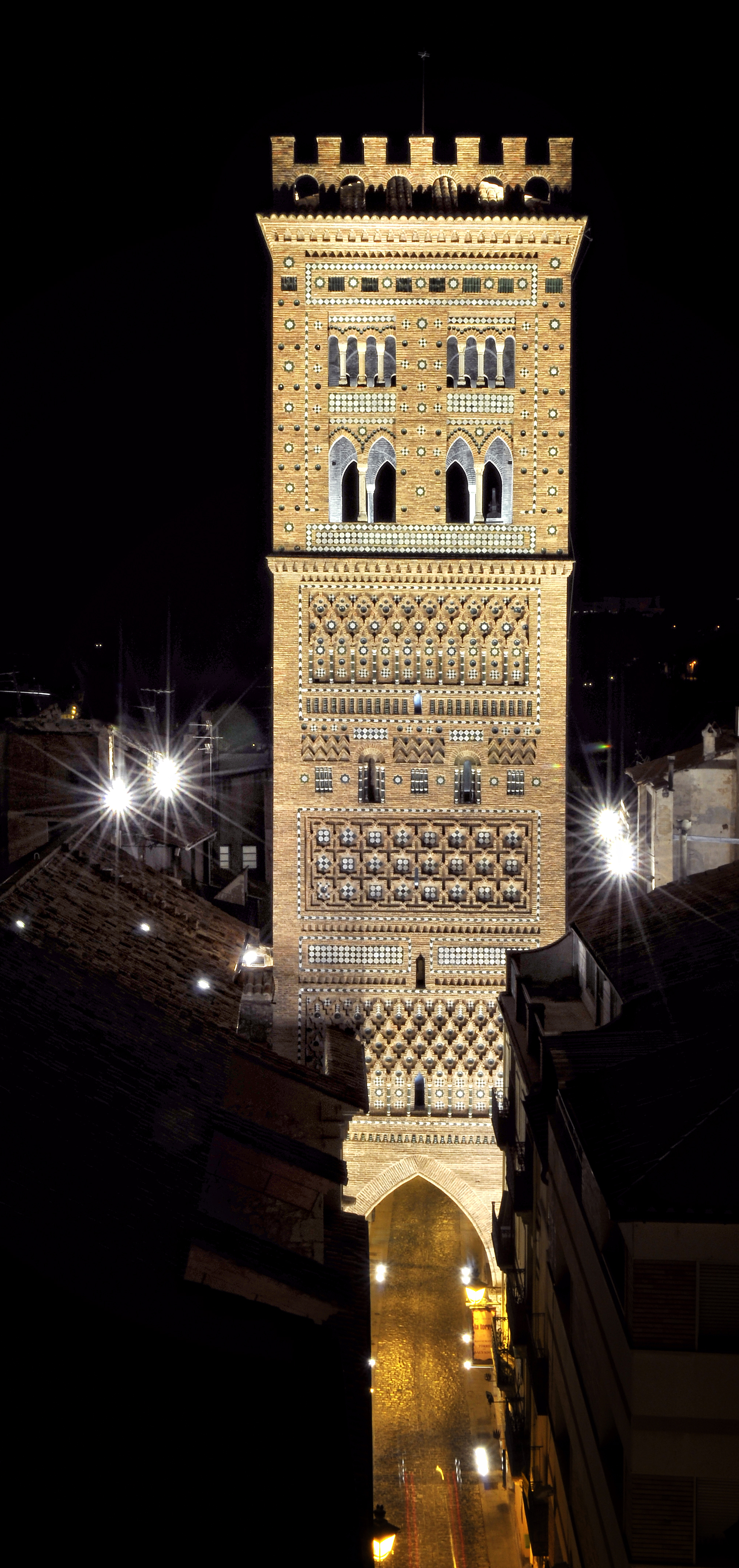
Tour mudéjare du Salvador, XIVe siècle, Teruel, Espagne.

Le mot mudéjar, issu de l’arabe مدجّن (mudaʒʒan, « domestique », « domestiqué ») qui donna par altération en espagnol mudéjar, est le nom donné aux musulmans d’Espagne devenus sujets des royaumes chrétiens après le XIe siècle, pendant la période de tolérance. 

## Présentation
Disposant d'un statut particulier, les mudéjars formèrent des îlots de l'islam jusqu'à ce que, placés par les autorités chrétiennes devant l'alternative de la conversion ou de l'exil, ils eussent disparu définitivement d'Espagne. 
Les mudéjars parlaient le castillan et les autres langues vernaculaires de la péninsule ; s’ils avaient oublié leurs langues maternelles, cependant ils continuèrent d’écrire la langue romane mais avec les caractères arabes, d'où le terme aljamiado.
La politique de pureté de sang qui fut mise en œuvre à partir du XVe siècle vit se succéder les persécutions contre cette communauté. Le 14 février 1502 est promulgué un édit qui impose aux mudéjars de Castille de choisir entre la conversion et l'exil. Sous le nom de morisques, d'importantes communautés de nouveaux convertis se maintiendront en Espagne avant de disparaître totalement à la suite de l'édit d'expulsion de 1609.

## Histoire
Au début, les mudéjars pouvaient pratiquer l'islam, utiliser leurs langues et maintenir leurs coutumes. Ils étaient organisés en communautés dites aljamas ou morerías, avec divers degrés d’auto-gouvernance. Ces dernières dépendaient des conditions de reddition ou de subordination. Dans les îles Baléares, ils étaient totalement esclaves, dans d'autres endroits liés au seigneur par servage. À Valence existaient des moros paliers (protégés du roi) et d'autres de degrés inférieurs (decimati, quintati).
Dans leur grande majorité, ils étaient de condition sociale pauvre, souvent des paysans pratiquant notamment l’agriculture irriguée (jardins, terrasses), des artisans spécialisés (bois, textile, cuirs, soies). Avec le temps, leurs conditions de vie se font plus dures, leurs contacts sociaux et économiques se restreignent. À l'obligation d'avoir des boucheries séparées s'ajoute l'interdiction de contacts professionnels et de mariages mixtes.
Les révoltes mudéjares furent nombreuses à partir du XIIIe siècle et provoquèrent la diminution de la population de certaines zones (vallée du Guadalquivir, nord d'Alicante), bien qu'elle se maintînt en d'autres endroits, surtout au Levant, tant castillan (Murcia) qu'aragonais (reste du royaume de Valence, Denia, Xàtiva, Segorbe) et jusqu'à la vallée de l'Ebre (Borka, Taragona, Huesca, Teruel, Zaragoza, Calatayud). À la fin du Moyen Âge, ils représentaient 11 % de la population de la couronne d'Aragon.
La guerre de Grenade (1482-1492) fut le prétexte à l'extension du concept de mudéjar à tous les musulmans de la péninsule. En théorie, les conditions de la reddition leur permettaient de continuer à pratiquer l'islam, mais ces conditions ne furent pas respectées par les chrétiens, ce qui généra des conflits. À partir de la révolte d'Albaicin, puis la révolte des mudéjars de Grenade, en 1499, ils furent obligés de se convertir au catholicisme par un décret de 1502. Ils sont dès lors appelés morisques. Beaucoup continuent cependant de pratiquer secrètement leurs coutumes et leur religion, et tous sont suspects de le faire.

La révolte des Alpujarras en 1568 se conclut par la dispersion forcée des morisques de Grenade dans toute la Castille (à l'exception de la côte méditerranéenne). L'impossibilité de leur intégration et leur alliance aux Barbaresques et à l'Empire ottoman amènent à la décision de leur expulsion en 1609, décision critiquée en son temps pour le peu d'effet qu'elle a eu : 
« […] se han vuelto cuantos moriscos salieron, por la buena voluntad con que generalmente los reciben todos los naturales y los encubren los Justicias »
— El conde de Salazar (responsable des expulsions), lettre à Philippe III d'Espagne du 8 août 1615.
        
« […] autant de morisques sont rentrés qu'il en était sorti, par la bonne volonté avec laquelle les habitants les reçoivent… »